# Himmelsfeste (Altes Ägypten)
Die altägyptische Bezeichnung Himmelsfeste bezog sich auf die Feierlichkeiten, deren Beginn durch den Mond- oder Sothiskalender bestimmt wurden.

## Hintergrund

### Definition
Bereits seit dem Alten Reich unterschieden die Ägypter die Haupt- und Nebenfeste hinsichtlich der Terminierung und gebrauchten bezüglich der Himmelsfeste die Redewendungen: Der Mond bringt es oder Der Himmel bringt es. In Heliopolis wurden die Himmelsfeste mit anderen Sternkulten vom Hohepriester in seiner Funktion als Astronom nach entsprechenden Beobachtungen „ausgerufen“. Aus diesem Grund führte er auch den Beinamen „Größter des Schauenden“.
Die Einteilung des Tempeldienstes erfolgte gemäß der Aufzeichnungen in den Illahunpapyri in Unterägypten unter Benutzung der tatsächlichen Mondmonate, während in Oberägypten der ägyptische Verwaltungskalender wie schon im Alten Reich als Grundlage der Einteilungen des Tempeldienstes diente.

### Himmelsfeste
Unter die Himmelsfeste fallen beispielsweise:
- Mondfeste: Neumondfest, Viertelmondfest, Halbmondfest und Vollmondfest (Vereinigungsfest der beiden Stiere).
- Götterfeste: Amun-Re-Fest, Bastetfest, Ipipfest, Menchetfest, Minfest, Sothis-Fest und Talfest